# Batalha de Faluja (2016)
Batalha de Faluja de 2016, também conhecida como Terceira Batalha de Faluja  ou ofensiva de Faluja de 2016, de codinome Operação Quebrando o Terrorismo (em árabe: عملية كسر الإرهاب, em inglês:  Operation Breaking Terrorism) pelo governo iraquiano, foi uma operação militar contra o Estado Islâmico lançada para retomar a cidade de Faluja e seus subúrbios, localizados a cerca de 69 quilômetros (40 milhas) a oeste da capital iraquiana Bagdá. A operação começou em 22 de maio de 2016,  três meses depois das forças iraquianas iniciarem o cerco total de Faluja. Em 26 de junho, as forças iraquianas recapturaram a cidade,  antes de recapturar uma área restante de resistência do Estado Islâmico na periferia oeste de Faluja, dois dias depois. 